# 遠州大念仏
遠州大念仏（えんしゅうだいねんぶつ）は、主に静岡県浜松市や近隣の市町で行われている盂蘭盆習俗であり、浜松市の無形民俗文化財に指定されている（1972年3月1日浜松市指定、1995年1月1日浜北市指定）。

## 概要
毎年7月のお盆の夜には集落単位で組織された「念仏組」と呼ばれる30人から50人の一団が、初盆を迎えた家の庭先に招かれ、笛や鉦（双盤）、太鼓などを打ち鳴らし、歌い手が念仏を唱える。代表的なイベントとして、浜松市中央区鹿谷町の犀ヶ崖公園（アソカ学園布橋幼稚園跡地）で、毎年7月半ばに大念仏が開催されている。
嘗ては、この際に披露される念仏踊りを「トッタカ」と呼んだ。北遠地方の一部（浜松市天竜区春野町等）などでは「大念仏」の他に「放歌踊り」という名称で呼ぶ地方が存在する。

## 歴史
この大念仏は、三方ヶ原の戦いおよび犀ヶ崖の戦いで犠牲となった人を弔うために始まった。この戦いで命を落とした武田勢兵士の怨念がもたらしたとされる夜な夜な響き渡る呻き声や叫び声の他、疫病の発生やイナゴ等の病害虫の大量発生といった災悪が発生し、その武田勢の鎮魂のために徳川家康に迎え入られた宗円僧侶の下、行われる行事になった。ただし、以前から伝承されていた雨乞いや虫送りの習俗が融合しているといわれている。
江戸時代には遠州各地で大念仏が広まり、大念仏の組が徒党を組んで争いを起こすようになり、禁止令や取締令が出されることもあった。また、明治時代には盆供養を質素に行うよう県が命令を出したこともある。
1930年（昭和5年）には「遠州大念仏保存会」が結成された。しかし、太平洋戦争中は中断を余儀なくされた。
2020年及び2021年は新型コロナウイルス（COVID-19）の感染拡大状況を鑑み、遠州大念仏の全面的な自粛が発表されたが（ほぼすべての組が中止）、2022年には約8割の組が再開した。